# Ники Кънчев
Николай Милчев Кънчев, по-известен като Ники Кънчев, е български журналист, радио и телевизионен водещ, шоумен.

## Биография
Кънчев е роден на 26 декември 1960 г. в Червен бряг. Завършва Телевизионна журналистика в Московския университет.
Кариерата му на журналист започва във вестник „Поглед“, като прави интервюта с руски спортисти. От създаването на Дарик радио през 1993 г. е водещ в него. Към 2022 г. предаването му „Ники Кънчев Шоу“ се излъчва всеки четвъртък.
Придобива популярност като водещ на познавателното шоу „Стани богат“, когато то върви в ефира на Нова телевизия между 2001 и 2014 г. През 2007 г. е водещ и на предаването „Един срещу всички“. Паралелно Кънчев води и шоуто „Биг Брадър“ (всички сезони на предаването в периода 2004 – 2018 г., без един – през 2008 г.). През 2009 г. води ТВ шоуто „Големият КЕШ“, през 2010 г. – „SMS за милиони“, а през 2011 г. – „Ники Кънчев под наем“. През 2012 отново води предаванията Vip Brother 2012 и Big Brother All stars.
През 2010 г. дава гласа си за анимационния уеб сериал „Българ“ в епизод, в който героят Унуфри участва в „Седни беден“ (Пародия на „Стани богат“).
През 2017 година Академията за мода го отличава с приза за най-стилни и успешни българи „БГ модна икона“. През 2019 г. Кънчев е част от детективите в предаването на Нова телевизия Маскираният певец.
От 2022 г. отново е на екран като води предаването „Голямото преследване“.
През 2024 г. той отново става водещ на „Стани богат“ по bTV 10 години след напускането си, тъй като „наследникът“ му като водещ Михаил Билалов напуска предаването поради лични и творчески ангажименти.

## Личен живот
На 7 ноември 2008 г. Ники Кънчев и дългогодишната му приятелка Даниела се сдобиват с две близначки. На 28 май 2009 г. едно от децата му умира поради здравословни причини.
Ники и Даниела кумуват на сватбата на спортния журналист Ники Александров и съпругата му Поля – главен редактор на сп. „Грация“. Години по-късно, през 2013 г. те стават и кръстници на двете им деца.